# 불유합
불유합(不癒合, Nonunion)은 골절 후 유합이 이루어지지 않는 증상으로, 골절 부분의 치유 경과가 보이지 않는 상태이다. 진단은 일반적으로 엑스레이 또는 CT 스캔 등의 두 가지 의료 영상 모두에서 치유 경과가 나타나지 않을 때 이루어진다. 불유합은 일반적으로 골절 후 6-8개월이 지났을 때에 진단된다.
불유합은 골절의 심각한 합병증이며 골절 부위가 너무 많이 움직이는 등 고정이 이루어지지 않았을 때, 혈액 공급이 제대로 이루어지지 않았을 때, 골절 부위가 감염될 때 등에서 발생할 수 있다. 흡연 환자는 불유합 발생률이 더 높다. 불유합이 발생할 경우 뼈가 치유되는 정상적인 과정이 중단되거나 지연된다.
뼈가 치유되는 과정은 다양하기 때문에 불유합은 극소수의 경우에서 개입 없이 치유될 수 있다. 일반적으로 부상 후 6개월 후에도 불유합이 지속된다면, 정형외과 수술이나 이식 등의 특별한 치료 없이는 뼈가 유합되지 않은 상태로 남는다. 유합이 늦게 이루어지는 것은 지연결합이라고 한다.

## 징후 및 증상
부러진 뼈의 병력은 일반적으로 확실하다. 불유합이 있는 환자는 골절 부위의 지속적인 통증을 호소하며 골절 부위에서 비정상적인 움직임이나 딸깍거리는 소리를 느낄 수 있다. 골절된 뼈의 X-선판은 골절 부위에서 방사선 투과선이 확인된다. 불유합의 경우 골절선이 계속 보이거나 골절 끝 부위에 경화가 확인된다. 또한 뼈가 낫는 데 형성되는 작은 뼈 조직인 가골 형성이 없거나, 가골이 형성되었어도 골절 사이를 연결하지는 않는다.

## 원인
골절이 불유합으로 진행되는 원인은 다양하며, 이는 다음과 같다.

### 골절의 해부학적 위치
손상된 뼈의 특정한 해부학적 위치는 골절 치유 능력과 관련이 깊다. 대부분에서 골절 부위의 혈류에 따라 그 차이가 발생한다. 그 예로 장관골의 골간단부, 골반뼈 등은 풍부한 혈류를 가지는 곳으로 골절 치유가 잘 이루어진다. 장관골의 골간부는 그 중간적 위치에 속하는데, 혈류가 많지는 않으며 골간단부에 비하여 골절의 치유기간이 길고 불유합의 가능성이 높다. 특히 거골 경부, 대퇴골 경부, 손의 주상골 등은 비교적 골절에 의해 쉽게 손상을 받는 부위이며, 혈류가 적어 불유합, 무혈성 괴사 등 합병증의 가능성이 높다.

### 골절의 정도
뼈와 연부 조직에 심한 손상이 가해질수록 골절 치유 능력이 약화된다. 골절 치유에는 적절한 혈액의 이동과 중간엽 세포의 분화가 필요하기 때문에 손상 정도는 골절 치유 및 불유합에 있어서 중요한 원인이다. 단순 골절은 대체로 연부조직이 잘 덮여있고 혈액의 흐름이 적절하며 중간엽 세포의 활동이 좋기 때문에 불유합의 가능성이 낮다. 하지만 뼈의 성분 또는 골절부 사이가 심하게 결손될 경우, 뼈의 사이에서 연결부 역할을 하는 세포들의 능력이 부족하게 된다. 또한 골절 시에는 정상적인 동맥과 뼈로 가는 혈류가 역류되어 골막 모세혈관과 뼈 주위 근육에서 혈액을 공급받기에 뼈 주위의 연부 조직, 근육 등의 손상은 불유합의 가장 큰 원인 중 하나이다. 이 때문에 수술 시에도 이들의 손상을 피해야 한다. 쇄골의 중간부 골절에서도 골절의 정도가 클수록 불유합이 빈번하게 일어나는 것이 확인되었다.

#### 개방성 골절
고에너지 손상은 골절된 뼈 주변의 골막을 손상시키거나 또는 골내막 혈류에 손상을 주게 되고, 특히 개방성 골절이 가장 뚜렷한 결과를 초래한다. 이는 개방성 골절이 폐쇄성 골절보다 고에너지 손상으로서 골절의 분쇄 정도가 심하고, 연부 조직의 손상이 동반되어 있으며, 신경 및 혈관 손상 가능성이 높기 때문이다. 또한 심한 고에너지 손상은 골의 끝단을 불활성화시켜, 즉각적인 세포 괴사 또는 자기 소멸 과정으로 이끌게 된다. 개방성 골절 또는 수술적 절제 후 발생한 뼈의 소실은 불유합의 강력한 원인 중 하나이다. 개방성 골절에서의 세균 오염과 그에 따른 감염은 불유합의 또 다른 원인이 된다.

### 치료의 안정성
불량한 석고 고정은 부족한 안정성을 갖게 되며, 이는 골절부의 과다한 운동을 초래하여 가골의 생성이 없거나 과하게 나타나고, 그 결과 불유합을 초래하게 된다. 또한 견고한 내고정을 했었을지라도 골절된 뼈 사이의 접촉이나 압박 없이 골절부의 간격이 남은 채로 고정했을 경우에도 불유합이 나타나게 된다

### 감염
미약한 감염이라도 골절 치유 과정을 변화시키고, 그 정도가 심할수록 정상적인 치유를 방해하게 된다. 감염에 대한 염증 반응은 뼈의 과도한 재형성과 골용해를 유발하여 불유합을 일으킨다. 비활성화된 뼈의 조각들은 결국 괴사된 뼈로 남게 된다. 뼈의 감염은 불유합을 촉발할 뿐만 아니라 불유합의 치료를 더욱 복잡하게 만들며, 여러 단계의 치료과정을 필요케 한다.
특히 감염성 불유합은 불유합과 마찬가지로 골절부위가 6개월에서 8개월 후까지 골유합이 되지 않는 경우이나, 불유합된 부위에 감염소견이 관찰되는 경우 진단한다. 감염성 불유합을 일으킬 수 있는 요인으로는 골절부가 6주 이상 혈류가 흐르는, 곧 혈행이 있는 조직으로 덮여지지 않았을 때, 상처부에서 균이 검출되었을 때, 화농성 배농이 있을 때, 또는 뼈의 괴사가 관찰될 때 등이 있다.

## 같이 보기
- 사지연장술